# Kamienica „Spokojna” w Warszawie
Kamienica „Spokojna” – dawna kamienica fabryczna znajdująca się przy ul. Spokojnej 7 na terenie warszawskiego osiedla Powązki, w dzielnicy Wola. 

## Opis
Kamienica została wybudowana w latach 1903–1904 na zlecenie Wacława Matuszkiewicza – właściciela Fabryki Maszyn Narzędziowych i Kas Ogniotrwałych oraz Stanisława Czajkowskiego – właściciela garbarni (obie spółki działały w kamienicy od 1905).
Podczas powstania warszawskiego, w okresie między 1 a 11 sierpnia 1944, znajdowała się na terenie gdzie operowały oddziały powstańcze batalionów Zośka i Parasol ze Zgrupowania Radosław. Kamienica została odbudowana ze zniszczeń wojennych w latach 1948–1950. Podczas remontu ukończonego w 2010 została zaadaptowana na potrzeby biurowe.
W 2012 wpisana do gminnej ewidencji zabytków, jako część zespołu fabrycznego Fabryki Maszyn Narzędziowych i Kas Ogniotrwałych.